# Général Leclerc (poire)
Pour les articles homonymes, voir Général Leclerc.

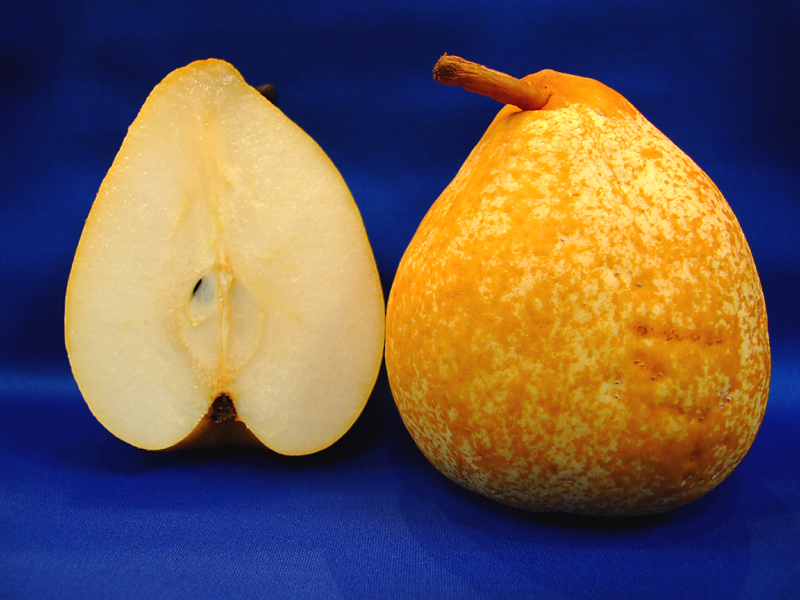
Poire Général Leclerc

La Général Leclerc est une variété de poire.

## Origine
Général Leclerc est un semis de Doyenné du Comice réalisé avant 1950 par Charles-Alfred Nomblot aux pépinières Nomblot-Brunaux de Bourg-la-Reine (Hauts-de-Seine). La variété est introduite dans les collections de l'INRA, à Angers, en 1954 et commercialisée à partir de 1974,.

## Arbre

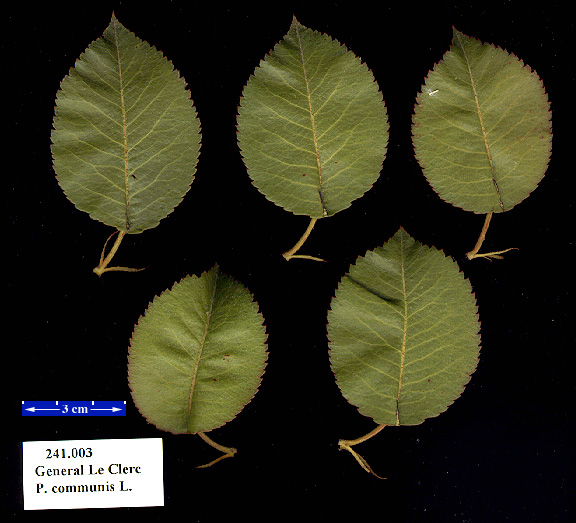
Feuilles de "Général Leclerc".

L'arbre est comparable à « Doyenné du Comice » et « Beurré Hardy » avant la fructification. Son port devient érigé ensuite et se compare alors à la « Passe-Crassane ».
Très sensible à l'alternance, aux maladies (feu bactérien) et aux ravageurs (Pseudomonas syringae, psylles).

## Fruit
Il est assez gros, d'un poids moyen de 230 g. Piriforme, trapu, il se récolte vers le 10-15 septembre.
L'épiderme est épais, solide, de couleur jaune avec de nombreuses roussissures tirant au cuivré.
Le code PLU du fruit est 3020.

## Appréciation générale
Très bonne qualité gustative, maturité en octobre.

#### Ouvrages
- André Leroy,  « Dictionnaire de Pomologie », Poires, tomes  I et II, Imprimeries Lachaire à Angers.
- H. Kessler : « Pomologie illustrée », Imprimeries de la Fédération S.A, Berne.
- Georges Delbard, « Les Beaux fruits de France d’hier », Delbard, Paris, 1993,  (ISBN 2-950-80110-2)
.

#### Revues et publications
- Revue « Fruits Oubliés », no 54.
- Revue "La Pomologie Française", février 1974.